# Bandera de Chihuahua
Chihuahua no tiene bandera oficial; sin embargo, cuenta con una bandera no oficial que utilizan algunos municipios y el Gobierno Estatal: Consiste en un rectángulo de color blanco con proporción de cuatro a siete entre anchura y longitud y en el centro el Escudo de Chihuahua. El día 13 de enero, se publicó una iniciativa para reformar la Ley del Escudo y Himno, incluyendo la adopción de una Bandera Estatal, pero nunca fue publicado en el Periódico Oficial del Estado, un artículo transitorio para su adopción; así es que el Estado de Chihuahua no cuenta con su bandera propia.
En la ley del estado únicamente hace alusión a su bandera con:

Durante la entonación del Himno del Estado de Chihuahua, se proveerá lo necesario a efecto de que la Bandera del Estado, se encuentre presente en el recinto en el cual se esté llevando a cabo el acto oficial de que se trate.

Lo que la convierte en una bandera reconocida pero no oficializada por el gobierno del estado, debido a su mínima mención en la ley.

## Historia
En el mes de octubre de 2016, durante la celebración del aniversario de Chihuahua como estado libre y soberano, el jefe del ejecutivo estatal, Javier Corral Jurado, firmó el acta de certificación del decreto que creó la bandera de la entidad, junto con quienes encabezan los poderes legislativo y judicial, Pedro Adalberto Villalobos Fragoso, respectivamente. El 13 de enero de 2023, el congreso del estado da inicio de legislación de la ley de símbolos de la entidad, en la que se identifican, el escudo, la bandera y el himno.
| Evolución de la Bandera de Chihuahua |                 |                                                                     |
| Años                                 | Bandera Estatal | Información relevante                                               |
| 2023 a la actualidad                 |                 | (4:7) Se aprueba de manera oficial la bandera como símbolo estatal. |

## Otras banderas

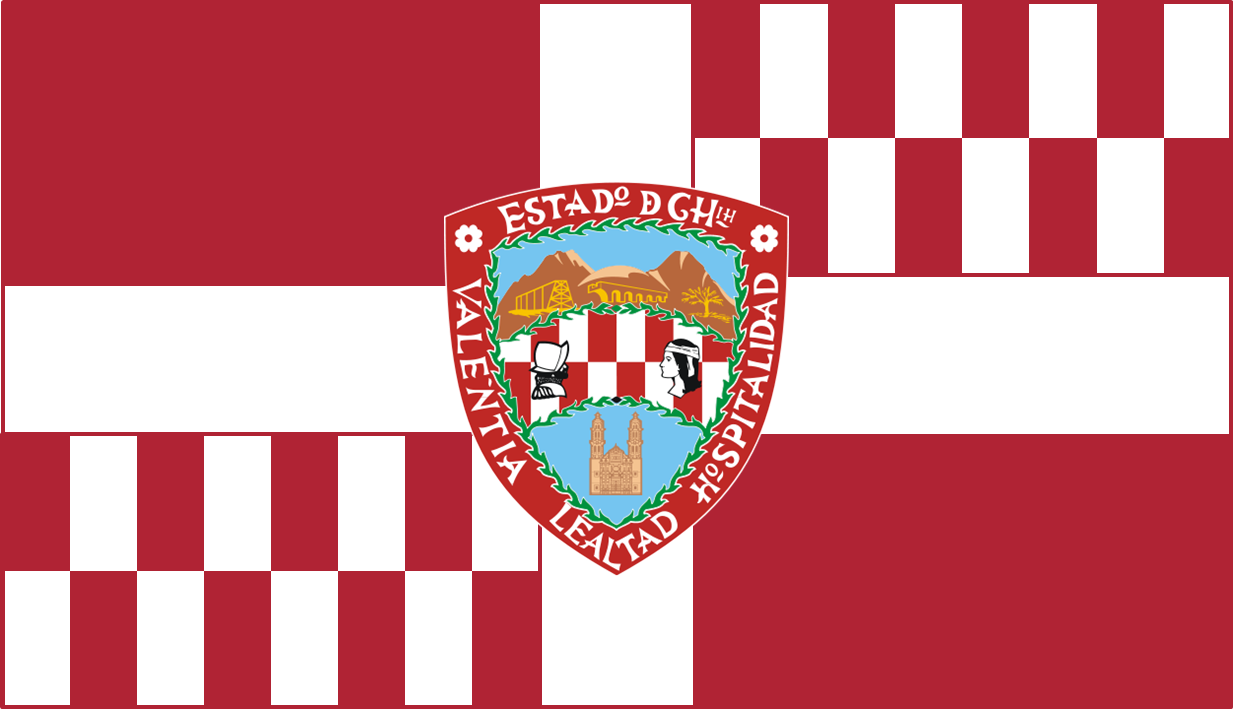
Bandera civil de Chihuahua.

Bandera rarámuri.

El diseñador de una bandera civil de Chihuahua es Daniel Martínez Miranda, ciudadano chihuahuense que retomó los colores rojo y blanco del escudo del estado, esta bandera ahora es parte de la identidad chihuahuense y la propone el diputado Edgar Piñón Domínguez como bandera estatal.
También se tiene la bandera del pueblo rarámuri, que retoma los colores rojo y blanco del estado, pero su simbología está en los bordados de los atuendos tradicionales, una rambora gris con una cruz y el sol como símbolos de las divinidades de este grupo étnico del estado de Chihuahua.

### Colores
Las tonalidades oficiales exactas de la bandera aún no han sido definidas por las leyes del gobierno de Chihuahua, pero se usa el siguiente Pantone. Se proporcionan equivalencias aproximadas en otros sistemas de color:
| Sistema de color | Blanco | Blanco      | Rojo | Rojo       |
| ---------------- | ------ | ----------- | ---- | ---------- |
| Pantone          |        | Safe        |      | 186c       |
| RGB              |        | 255-255-255 |      |            |
| CMYK             |        | 0-0-0-0-0   |      | 0-92-82-19 |
| RGB Hex.         |        | FFFFFF      |      | CE1126     |